# Setev pomladnega vetra
Setev pomladnega vetra (1980) je roman Ivana Sivca o mladem gozdarju, ki se nesrečno poroči na kmetijo. 

## Vsebina
Pavle pripoveduje svojo zgodbo zdravniku na kliniki za odvajanje od alkohola. 
Pavle se je na veselici zapletel s strežajko Albino. Ni bila prav lepa na pogled, a vseeno je bilo nekaj na njej, kar ga je privlačilo. Ko se je pomikal proti izhodu, so ga napadli trije moški, češ da je Albina Nackova. Možje ga niso prestrašili in vrnil se je nazaj, da bi z njo govoril. 
Začela sta se dobivati in kmalu je Albina prišla z novico, da je noseča. Od tega trenutka dalje se je Pavletu življenje zelo spremenilo.
Poročil se je in se preselil na Poljančevo kmetijo, kjer ga je mati Poljanka lepo sprejela, oče pa nad njim ni bil navdušen, saj še vedno ni prebolel Albininega bivšega fanta Nacka, ki je odšel v Nemčijo delat. Pavle je moral pustiti službo gozdarja in se posvetiti delu na kmetiji, kjer mu je ukazoval tast. Če je želel narediti karkoli drugače, se je vnel prepir in Poljanec dolgo ni spregovoril besede. 
Največje težave so povzročili vse pogostejši Nackovi prihodi. Prinesel je otroška oblačila, pomagal pa je tudi pri nakupu traktorja, ki ga je po nizki ceni pripeljal iz Nemčije. Poljanec naj bi ga plačeval na obroke, a ko ni imel dovolj denarja, je tudi Nacek pokazal svoj pravi prevarantski obraz. Pavle je bil zelo ljubosumen nanj, saj se je videlo, da ga ima Albina še vedno rada. Odločil se je, da bo zapustil Poljančevino, k čemur je pripomogla tudi Poljančeva odločitev prepisati kmetijo na sina Albinine sestre Kristince, ki ni bil dober za nobeno delo in je kasneje končal v zaporu. 
Pavle se je preselil domov k staršema, kjer cele dneve ni delal nič, ni znal obdržati službe, denar, ki mu ga je dajala mama, pa je zapravil v gostilni. Albina in Kristinca sta ga prosili, naj se vrne, tudi po tem ko je Poljanec že umrl, a tega nikoli ni storil.
Na koncu knjige se Pavle zahvaljuje zdravniku za vso pomoč in obljubi, da ne bo več segel po kozarcu, ne glede na to kako težko bo nadaljnje življenje.

## Kritike
»Sivčevi knjigi v okviru, v katerega se je postavila, in z ambicijami; ki jih uveljavlja, ni kaj oporekati. Soliden izdelek svoje vrste je, z zanimivo zgodbo, ki z aktualnostjo svoje problematike vleče v identifikacijo vse, ki so na vasi v podobnem položaju in one, ki so še sposobni s čustveno zavzetostjo gojiti kult obdelovalne zemlje. Čeprav imamo lahko njenega »junaka« za naivnega, s hvaležnostjo pogrešamo to, kar pri literaturi za ljudstvo najbolj moti — naivnost avtorja, ki stoji za pripovedovalcem. To trditev postavljajo pod vprašaj poetično pisani meditativni uvodniki pred poglavji, literizirane strnitve vsebine poglavij, ki jih teži izrazna stereotipnost. Sicer se ti odstavki funkcionalno vključujejo v besedilo. Nadomeščajo racionalno povzeto sporočilo, ki se je v tovrstni literaturi največkrat v obliki pregovora pojavljalo na koncu povesti. Za našo zgodbo ga lahko skonstruiramo nekako takole: zemlja obdelovalna ni prazna beseda in življenjske odločitve je treba dobro premisliti, ker nepremišljeno dejanje — setev pomladnega vetra — ne prinese sadu.« (Hladnik 1981: 8)
»O ljubezni do zemlje, ki zna biti celo močnejša od ljubezni do ljudi, pripoveduje mladi pisatelj Ivan Sivec v tem romanu iz sodobnega življenja. Zgodbo je zasnoval prepričljivo, razvija jo skorajda mojstrsko v slogu dobre ljudske povesti. Pred vsakim poglavjem je kratko lirično razmišljanje, ki razodeva, da je njegovo pero sposobno zaorati še globlje v duše. Knjiga bo gotovo naletela na zelo hvaležen sprejem pri vseh, ki še znajo prisluhniti srčnemu utripu zemlje.« (Čuk 1981: 38)